# Idaea fuscovenosa
Espèce
L'Acidalie familière (Idaea fuscovenosa) est une espèce de lépidoptères (papillons) de la famille des Geometridae, de la sous-famille des Sterrhinae.
On la trouve en Europe et au Proche-Orient.
Elle a une envergure de 19 à 22 mm. L'imago vole de juin à août sur une seule génération.
La larve se nourrit de mousses et de feuilles mortes.